# Carex longirostrata
Carex longirostrata är en halvgräsart som beskrevs av Carl Anton von Meyer. Carex longirostrata ingår i släktet starrar, och familjen halvgräs.

## Underarter
Arten delas in i följande underarter:
- C. l. exaristata
- C. l. hoi
- C. l. longirostrata
- C. l. pallida